# Gülçin Santırcıoğlu
Gülçin Santircioglu (Esmirna, 1977) es una actriz turca de cine y televisión que inició su carrera a mediados de la década de 2000.

## Biografía y carrera
Santircioglu nació en la ciudad de Esmirna en 1977. Inició su carrera como actriz en el año 2005, registrando participaciones en el largometraje de Ulaş İnaç Türev y en la serie de televisión Aynalar. Un año después interpretó el papel de Neslihan Güldemir en el seriado Gülpare, logrando un mayor reconocimiento en los medios de su país. Afianzó su estatus de estrella en proceso en 2007 con su participación en la galardonada cinta de Semih Kaplanoğlu Egg, en la que personificó a Gül. Acto seguido interpretó el papel de Hatice en el popular seriado Elveda Rumeli, donde permaneció hasta 2009.
Inició la década de 2010 participando en la serie de televisión Doktorlar y en el filme de comedia Memlekette Demokrasi Var, dirigido por Süleyman Nebioğlu. A partir de entonces ha registrado apariciones en producciones como Kırımlı (2010), Bir Çocuk Sevdim (2011), Osmanlı Tokadı (2013), Diriliş Ertuğrul (2016) y Hercai (2019).

## Filmografía

### Cine
| Papeles en cine | Papeles en cine          | Papeles en cine |
| --------------- | ------------------------ | --------------- |
| Año             | Título                   | Papel           |
| 2020            | Azizler                  | Vildan          |
| 2019            | Soluk                    | Nesrin          |
| 2015            | Yeni Hayat               | Şirin           |
| 2014            | Kırımlı                  | Anette          |
| 2010            | Memlekette Demokrasi Var | Huriye          |
| 2009            | Ev                       | Tülin           |
| 2008            | İki Çizgi                | Selin           |
| 2007            | Yumurta                  | Gül             |
| 2005            | Türev                    | Süreyya         |

### Televisión
| Papeles en televisión | Papeles en televisión | Papeles en televisión |
| --------------------- | --------------------- | --------------------- |
| Año                   | Título                | Papel                 |
| 2022-presente         | Yalı Çapkını          | İfakat Korhan         |
| 2019-2020             | Hercai                | Sultan Aslanbey       |
| 2018                  | Nefes Nefese          | Sultan Akmeşe         |
| 2016                  | Diriliş Ertuğrul      | Çolpan - Ekaterina    |
| 2016                  | Oyunbozan             | Mine                  |
| 2015                  | Kara Ekmek            | Pervin                |
| 2013-2014             | Osmanlı Tokadı        | Asuman                |
| 2012                  | Böyle Bitmesin        | Feride                |
| 2011-2012             | Bir Çocuk Sevdim      | Sebahat               |
| 2010                  | Doktorlar             | Tuba Aygün            |
| 2010                  | Sensiz Yaşayamam      | Şahika                |
| 2007-2009             | Elveda Rumeli         | Hatice                |
| 2006                  | Gülpare               | Neslihan Güldemir     |
| 2005                  | Aynalar               | Dilek                 |